# Harmonize e.p
『Harmonize e.p』（ハーモナイズ イーピー）は、日本のロック・バンド、sumikaのメジャー2枚目となるEP。2020年3月4日にソニー・ミュージックレコーズよりリリース。

## 概要
『Fiction e.p』から2年ぶりのEP。
ベネッセコーポレーション「進研ゼミ 2020」CMソングの「センス・オブ・ワンダー」、川崎ブレイブサンダースの70周年記念アニバーサリーソングとして提供した「ライラ」含む全4曲を収録。

## リリース形態
初回生産限定盤と通常盤の2タイプがリリース。初回生産限定盤には2020年に行われた「sumika「Chime」Releace Tour 2019」の大阪城ホールでのファイナルから厳選された9曲のライブ映像を収録したDVD付。

## 収録曲

### CD
特記以外作詞・作曲：片岡健太
1. センス・オブ・ワンダー(4:11)
  - ストリングスアレンジ：CHIKA
    - 「進研ゼミ」CMソング。
    - 進研ゼミとコラボしたスペシャルムービーも公開された。
2. ライラ(3:22)
  - 川崎ブレイブサンダースの70周年記念アニバーサリーソング。
3. No.5(3:45)
  - 作曲：小川貴之
4. エンドロール(5:08)
  - ストリングスアレンジ：CHIKA
    - この曲のショートフィルムも制作され、南沙良と清原翔が出演。3月5日に公式YouTubeチャンネルにて4時間限定で公開され、公式ファンクラブ「ATTiC ROOM」にて期間限定公開後、デジタル・ダウンロード配信開始。3月6日にミュージック・ビデオが公開。2作目のミュージック・ビデオ集『Music Video Tree Vol.3』にショートフィルムが特別映像として収録されている。

### DVD（初回生産限定盤）
sumika Film #6 sumika「Chime」Release Tour Final 2019.06.30 at 大阪城ホール
1. 10時の方角(3:39)
2. フィクション(3:50)
3. ふっかつのじゅもん(4:12)
4. Monday(3:25)
5. ファンファーレ(3:02)
6. ゴーストライター(4:00)
7. 秘密(4:27)
8. Flower(3:40)
9. Familia(4:29)

副音声：メンバーによるオーディオコメンタリー